# Valentín Rasputin
Valentín Grigórievich Rasputin (en ruso: Валентин Григорьевич Распутин; aldea Ust-Udá, Óblast de Irkutsk, 15 de marzo de 1937 - Moscú, 14 de marzo de 2015) fue un escritor ruso, representante de la prosa de la aldea. 

## Biografía
Nacido en una aldea apartada, Rasputin tuvo que abandonar su casa familiar para estudiar, porque la escuela más próxima estaba a 50 km de su aldea. Estudió en la facultad de Historia y filología en la Universidad de Irkutsk (1954-1959). 
Comenzó su camino literario como periodista escribiendo reportajes sobre la central hidroeléctrica de Krasnoyarsk y la línea ferroviaria Abakán-Tayshet. Escribió sus primeros cuentos en 1965. En 1967 entró en la Unión de Escritores Soviéticos.
Sus mejores obras fueron escritas en los setenta y los ochenta. Sus obras más reconocidas fueron, probablemente, Último plazo (1970), Vive y recuerda (1974) y El Adiós a Matiora (1976). Valentín Rasputin escribió prosa casi autobiográfica, examinando la vida de gentes sencillas, su búsqueda de provecho, el olvido de valores eternos y la sordera moral. Fue uno de los principales representantes de la «prosa de la aldea» con sus héroes que buscaban intensamente «algo más», el sentido de la vida y la justificación de su existencia. En los noventa sus obras adquirieron valor para la crítica. 
En los ochenta el escritor se ocupó en la actividad política. En 1989 Valentín Rasputin llegó a ser diputado en el Soviet Supremo de la URSS. En 1991 fue el primer diputado en presentar una propuesta de secesión de Rusia de la URSS. Luchó contra el proyecto de la desviación de los ríos norteños en dirección sur (el proyecto fue abandonado) y para proteger el lago Baikal contra la polución industrial. En los noventa recibió con recelo los valores de la sociedad de consumo, porque vio el peligro de la obsesión por las ganancias para la espiritualidad de la nación, porque para él, la bacanal económica de los noventa resultó en la depreciación de los principios espirituales y la degradación moral de gran cantidad de gente. 
En el siglo XXI se alejó de la política porque se había desilusionado y consideraba la política una ‘ocupación sucia’. Se retiró a Irkutsk. Su hija menor, María, murió en el accidente del vuelo 778 de línea aérea S7 en 2006. 
Sus obras han sido traducidas a algunas lenguas extranjeras, entre ellas el alemán, inglés, español, chino.

## Obras escogidas
- Я забыл спросить у Лешки, 1961 , cuentos – Olvidé preguntar a Lioshka
- Василий и Василиса, 1966, novela corta – Vasili y Vasilisa
- Костровые новых городов, 1966, ensayos – Hogueras de ciudades nuevas
- Край возле самого неба, 1966, cuentos y ensayos – Tierra cerca del cielo
- Человек с этого света, 1967, cuentos – Hombre de este mundo
- Деньги для Марии, 1967, novela corta – Dinero para María
- Последний срок, 1970, novela corta - Último plazo
- Вниз и вверх по течению, 1972, novela corta - Aguas arriba y abajo
- Живи и помни, 1974, novela corta - Vive y recuerda (Premio Estatal de la URSS de 1977)
- Прощание с Матёрой, 1976, novela corta - El adiós a Matiora
- Век живи - век люби, 1982, cuentos - Mientras vivas, ama
- Пожар, 1985, novela corta – Incendio (Premio Estatal de la URSS de 1987)
- Siberia, Siberia, 1991, ensayos
- В одном сибирском городе, 1995, cuentos – En una ciudad siberiana
- Видение, 2001, cuentos y ensayos – Visión
- В ту же землю, 2001, cuentos - En la misma tierra
- Дочь Ивана, Мать Ивана, 2003, novela corta - Hija de Iván, madre de Iván
- В поисках берега, 2007, cuentos, ensayos – En busca de la orilla

## Condecoraciones
- Orden de la Insignia de Honor (1971) (URSS)
- Orden de la Bandera Roja del Trabajo (1981) (URSS)
- Orden de Lenin (1984, 1987) (URSS)
- Héroe del Trabajo Socialista (1987) (URSS)
- UNEP Global 500 Roll of Honour, 1988.
- Orden de méritos ante la Patria (categorías 3 y 4 2007, 2002) (Rusia)
- Premio Estatal de la URSS (1977, 1987) (URSS)
- Premio Dostoyevski
- Premio Solzhenitsyn (2000)
- Premio Aksakov (2005) (Rusia)

## Adaptaciones cinematográficas
- Valentín Rasputin en Internet Movie Database (en inglés).